# Xpeng P5

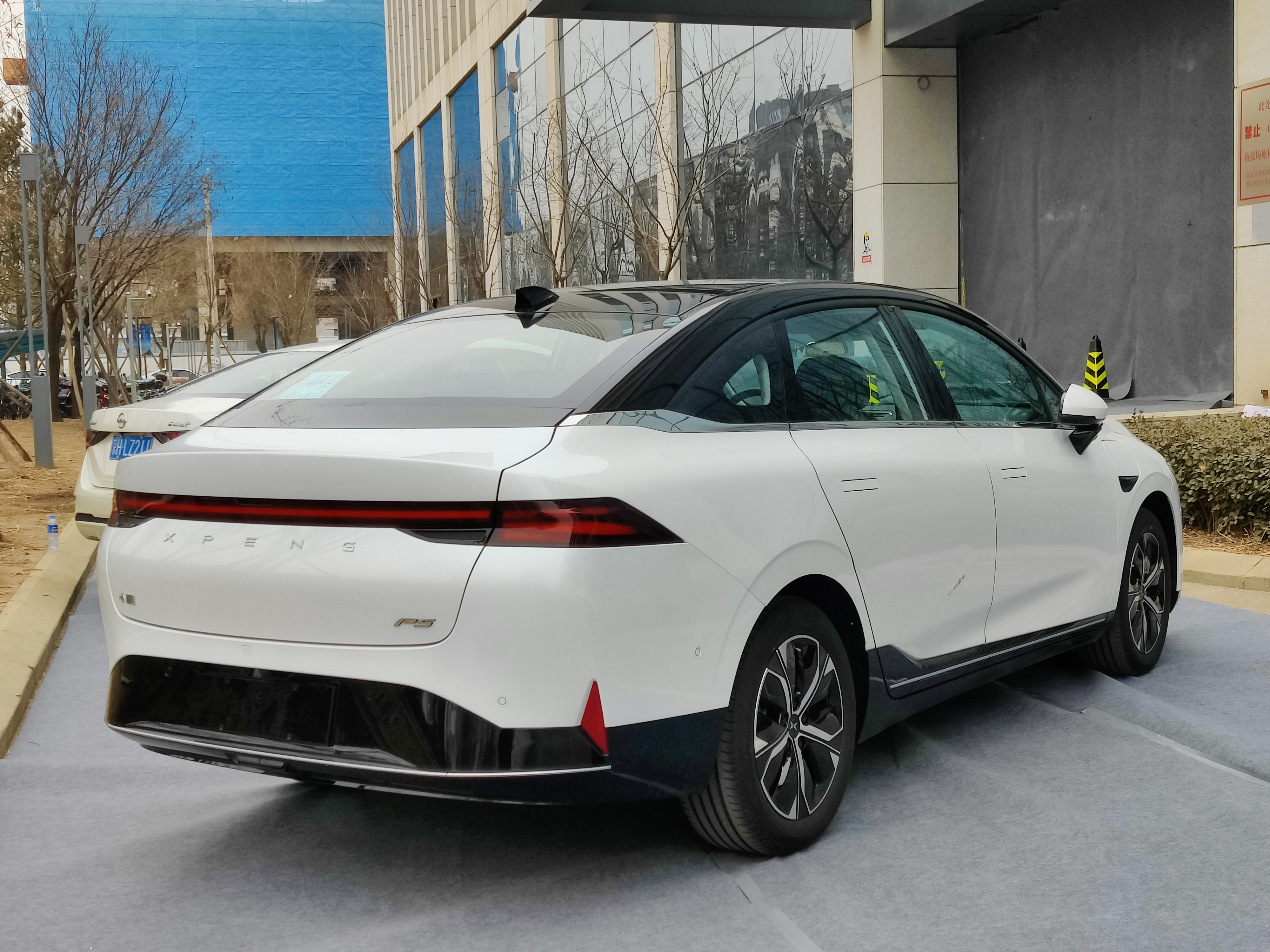
Heckansicht

Der Xpeng P5 ist eine batterieelektrisch angetriebene Mittelklasse-Limousine des chinesischen Automobilherstellers Xiaopeng Motors.

## Geschichte
Vorgestellt wurde das unterhalb des P7 positionierte Fahrzeug im April 2021 im Rahmen der Shanghai Auto Show. Zeitgleich konnte das Fahrzeug für den chinesischen Markt auch reserviert werden. In den ersten 53 Stunden erhielt Xpeng über 10.000 Anfragen. Seit Juli 2021 wird der P5 in China verkauft. Auch in Europa soll der Wagen vermarktet werden. Zwischen März 2022 und Juni 2022 konnte er in Dänemark, Norwegen, Schweden und den Niederlanden reserviert werden. Danach wurden vorerst keine weiteren Bestellungen mehr angenommen, da wegen globalen Lieferkettenproblemen die versprochenen Lieferzeiten nicht mehr eingehalten werden können.
Als Konkurrenzmodelle des P5 werden unter anderem der BMW i4 und der Tesla Model 3 genannt.

## Technik
Die Limousine ist zunächst mit Frontantrieb erhältlich. Die Reichweite nach NEFZ wird mit bis zu 600 km angegeben. Das Fahren soll nach Autonomiestufe 3 möglich sein. Der Strömungswiderstandskoeffizient beträgt 0,223.
|                            | 460+                                             | 460                                              | 510                                              | 550                                              | 600                                              |
| -------------------------- | ------------------------------------------------ | ------------------------------------------------ | ------------------------------------------------ | ------------------------------------------------ | ------------------------------------------------ |
| Bauzeitraum                | seit 02/2022                                     | 07/2021–11/2022                                  | seit 02/2022                                     | 07/2021–11/2022                                  | 07/2021–11/2022                                  |
| Motorkenndaten             |                                                  |                                                  |                                                  |                                                  |                                                  |
| Motorart                   | Permanentmagnet-Synchronmotor an der Vorderachse | Permanentmagnet-Synchronmotor an der Vorderachse | Permanentmagnet-Synchronmotor an der Vorderachse | Permanentmagnet-Synchronmotor an der Vorderachse | Permanentmagnet-Synchronmotor an der Vorderachse |
| max. Leistung              | 155 kW (211 PS)                                  | 155 kW (211 PS)                                  | 155 kW (211 PS)                                  | 155 kW (211 PS)                                  | 155 kW (211 PS)                                  |
| max. Drehmoment            | 310 Nm                                           | 310 Nm                                           | 310 Nm                                           | 310 Nm                                           | 310 Nm                                           |
| Kraftübertragung           |                                                  |                                                  |                                                  |                                                  |                                                  |
| Antrieb                    | Vorderradantrieb                                 | Vorderradantrieb                                 | Vorderradantrieb                                 | Vorderradantrieb                                 | Vorderradantrieb                                 |
| Getriebe                   | Festes Übersetzungsverhältnis                    | Festes Übersetzungsverhältnis                    | Festes Übersetzungsverhältnis                    | Festes Übersetzungsverhältnis                    | Festes Übersetzungsverhältnis                    |
| Messwerte                  |                                                  |                                                  |                                                  |                                                  |                                                  |
| Höchstgeschwindigkeit      | 170 km/h                                         | 170 km/h                                         | 170 km/h                                         | 170 km/h                                         | 170 km/h                                         |
| Beschleunigung, 0–100 km/h | 7,5 s                                            | 7,5 s                                            | 7,5 s                                            | 7,5 s                                            | 7,5 s                                            |
| Batterie                   | Lithium-Eisenphosphat-Akkumulator: 57,4 kWh      | Lithium-Eisenphosphat-Akkumulator: 55,9 kWh      | Lithium-Ionen-Akkumulator: 61,3 kWh              | Lithium-Ionen-Akkumulator: 66,2 kWh              | Lithium-Ionen-Akkumulator: 71,4 kWh              |
| Reichweite nach NEFZ       | 450 km                                           | 460 km                                           | 510 km                                           | 550 km                                           | 600 km                                           |